# Parelborstspitssnavel
De parelborstspitssnavel (Conirostrum margaritae) is een zangvogel uit de familie Thraupidae (tangaren).

## Verspreiding en leefgebied
Deze soort komt voor in noordoostelijk Peru (Loreto), westelijk amazonisch Brazilië en aangrenzend Bolivia.